# The Survivor (soundtrack)
The Survivor is de originele soundtrack, gecomponeerd door Hans Zimmer voor de film The Survivor uit 2021 van Barry Levinson. Het album werd uitgebracht op 29 april 2022 door Milan Records.
De muziek werd opgenomen met geluidstechnicus Chuck Choi en gemixt door Tommy Vicari. De opnames en mixen vonden plaats bij Remote Control Productions, Santa Monica (Californië). De nummers "Walk to the Ring" en "Harry Haft" werden eerder uitgebracht op single.

## Tracklijst
Alle muziek is geschreven door Hans Zimmer, tenzij anders vermeld.
| 1.                 | There Is Always a Choice                                                  | 4:39 |
| 2.                 | Harry Haft – Suzanne Waters                                               | 3:15 |
| 3.                 | Leah – Suzanne Waters                                                     | 2:38 |
| 4.                 | Welcome to Jaworzno                                                       | 4:50 |
| 5.                 | Jew Animal!                                                               | 4:53 |
| 6.                 | Avinu Malkeinu – Erik Contzius (tekst: traditional; muziek: Max Janowski) | 2:19 |
| 7.                 | Walk to the Ring                                                          | 5:25 |
| 8.                 | The Survivor                                                              | 5:13 |
| 9.                 | Thank You for Loving Me                                                   | 5:03 |
| 10.                | The Story of the Cap                                                      | 2:20 |
| Totale duur: 40:35 |                                                                           |      |

## Personeel
- Steven Doar – aanvullende muziek
- Heitor Pereira – aanvullende muziek
- Mark Wherry – digital instruments design